# Goujounac

Goujounac este o comună în departamentul Lot din sudul Franței. În 2009 avea o populație de 219 de locuitori.

## Evoluția populației
| An        | 1975 | 1982 | 1990 | 1999 | 2006 | 2009 |
| --------- | ---- | ---- | ---- | ---- | ---- | ---- |
| Populație | 199  | 184  | 174  | 199  | 192  | 219  |